# Persone di cognome Lee/Attrici
| Questa pagina contiene informazioni ricavate automaticamente dalle voci biografiche con l'ausilio del template Bio e di un bot. L'aggiornamento è periodico e automatico e ricostruisce completamente la pagina. Se manca una persona in questa lista, sei pregato di non aggiungerla, ma accertati piuttosto che la sua voce biografica contenga il template Bio e che i dati anagrafici siano correttamente compilati. Se il template Bio manca, inseriscilo tu stesso o, in alternativa, metti l'avviso {{tmp\|Bio}} che ne segnala la mancanza. Se i dati riportati sono sbagliati, correggi direttamente la voce biografica; le modifiche saranno visibili in questa lista entro pochi giorni. Per chiarimenti vedi il progetto antroponimi. La lista contiene solo le 76 persone che sono citate nell'enciclopedia e per le quali è stato implementato correttamente il template Bio. Pagina aggiornata al 23 giu 2025. |

Questa è una lista di persone presenti nell'enciclopedia che hanno il cognome Lee e sono attrici.

## A(2)
- Alexondra Lee, attrice e ballerina statunitense (Pennsylvania, n. 1975)
- Anna Lee, attrice britannica (Ightham, n. 1913 - Beverly Hills, † 2004)

## B(4)
- Baayork Lee, attrice, ballerina e coreografa statunitense (New York, n. 1946)
- Belinda Lee, attrice britannica (Budleigh Salterton, n. 1935 - San Bernardino, † 1961)
- Lee Bo-hee, attrice sudcoreana (n. 1959)
- Lee Bo-young, attrice sudcoreana (Seul, n. 1979)

## C(1)
- Lee Chung-ah, attrice sudcoreana (Ansan, n. 1984)

## D(1)
- Lee Da-hee, attrice e modella sudcoreana (Corea del Sud, n. 1985)

## E(3)
- Lee Elijah, attrice sudcoreana (Changwon, n. 1990)
- Lee Eun-ju, attrice sudcoreana (Gunsan, n. 1980 - Bundang-gu, † 2005)
- Lee Eun-woo, attrice sudcoreana (Seul, n. 1980)

## F(2)
- Florence Lee, attrice statunitense (Jamaica, n. 1888 - Hollywood, † 1962)
- Frances Lee, attrice statunitense (Eagle Grove, n. 1906 - Cardiff-by-the-Sea, † 2000)

## G(2)
- Greta Lee, attrice statunitense (Los Angeles, n. 1983)
- Gwen Lee, attrice statunitense (Hastings, n. 1904 - Reno, † 1961)

## H(6)
- Lee Ha-na, attrice sudcoreana (n. 1982)
- Hana Mae Lee, attrice statunitense (Los Angeles, n. 1988)
- Lee Ho-jung, attrice e modella sudcoreana (n. 1997)
- Lee Hye-in, attrice sudcoreana (Changwon, n. 1995)
- Lee Hye-young, attrice sudcoreana (Seul, n. 1962)
- Lee Hye-young, attrice sudcoreana (Incheon, n. 1971)

## J(11)
- Jennie Lee, attrice statunitense (Sacramento, n. 1848 - Hollywood, † 1925)
- Seo Eun-soo, attrice sudcoreana (Busan, n. 1994)
- Lee Si-a, attrice sudcoreana (Seul, n. 1990)
- Lee Sun-bin, attrice sudcoreana (Cheonan, n. 1994)
- Joie Lee, attrice, sceneggiatrice e regista statunitense (New York, n. 1962)
- Lee Joo-bin, attrice sudcoreana (n. 1989)
- Lee Joo-woo, attrice sudcoreana (Yongin, n. 1990)
- Lee Joo-yeon, attrice sudcoreana (Seul, n. 1987)
- Lee Ju-myoung, attrice sudcoreana (Busan, n. 1993)
- Julia Lee, attrice statunitense (Santa Fe, n. 1975)
- Lee Jung-eun, attrice sudcoreana (Seul, n. 1970)

## K(1)
- Kaiulani Lee, attrice statunitense (Contea di Arlington, n. 1950)

## L(3)
- Lillian Lee, attrice statunitense
- Laura Lee, attrice statunitense (New York City, n. 1910 - Los Angeles, † 1981)
- Lila Lee, attrice statunitense (Union Hill, n. 1901 - Saranac Lake, † 1973)

## M(5)
- Lee Mi-sook, attrice sudcoreana (Chungcheong Settentrionale, n. 1960)
- Lee Mi-yeon, attrice sudcoreana (Seul, n. 1971)
- Michele Lee, attrice statunitense (Los Angeles, n. 1942)
- Lee Min-jung, attrice sudcoreana (Seul, n. 1982)
- Miriam-Teak Lee, attrice, cantante e ballerina britannica (Londra, n. 1994)

## N(1)
- Lee Na-young, attrice sudcoreana (Seul, n. 1979)

## P(2)
- Patricia Ja Lee, attrice televisiva e doppiatrice statunitense (Pasadena, n. 1975)
- Peyton Elizabeth Lee, attrice statunitense (New York, n. 2004)

## R(6)
- Lee Da-in, attrice sudcoreana (Seul, n. 1992)
- Raquel Lee, attrice statunitense (Los Angeles, n. 1986)
- Lee Re, attrice sudcoreana (Gwangju, n. 2006)
- Robinne Lee, attrice statunitense (Mount Vernon, n. 1974)
- Ruta Lee, attrice canadese (Montréal, n. 1935)
- Ruth Lee, attrice statunitense (Minneapolis, n. 1895 - Woodland Hills, † 1975)

## S(10)
- Lee Se-young, attrice sudcoreana (n. 1992)
- Lee Seul-bi, attrice e modella sudcoreana (Suncheon, n. 1991)
- Sheryl Lee, attrice statunitense (Augusta, n. 1967)
- Lee Si-young, attrice e ex pugile sudcoreana (n. 1982)
- Lee So-yeon, attrice sudcoreana (n. 1982)
- Esom, attrice sudcoreana (Seul, n. 1990)
- Lee Soo-kyung, attrice sudcoreana (Seul, n. 1996)
- Lee Soo-kyung, attrice sudcoreana (Seul, n. 1982)
- Lee Ga-ryeong, attrice sudcoreana (n. 1980)
- Lee Sung-kyung, attrice e modella sudcoreana (n. 1990)

## T(3)
- Lee Tae-im, attrice sudcoreana (Gimcheon, n. 1986)
- Lee Tae-ran, attrice sudcoreana (n. 1975)
- Thelma Lee, attrice e cantante statunitense (New York, n. 1916 - Mercer Island, † 2012)

## Y(13)
- Lee Yeon-hee, attrice e modella sudcoreana (n. 1988)
- Lee Yo-won, attrice sudcoreana (Seongnam, n. 1980)
- Lee Yoo-mi, attrice sudcoreana (Jeonju, n. 1994)
- Lee Yoo-ri, attrice sudcoreana (n. 1980)
- Lee Yoo-young, attrice sudcoreana (Seul, n. 1989)
- Lee Yoon-ji, attrice sudcoreana (Seul, n. 1984)
- Lee Yoon-mi, attrice e imprenditrice sudcoreana (n. 1981)
- Lee Young-ae, attrice sudcoreana (Seul, n. 1971)
- Lee Young-ah, attrice sudcoreana (Gumi, n. 1984)
- Lee Young-eun, attrice sudcoreana (Daegu, n. 1982)
- Lee Young-yoo, attrice e cantante sudcoreana (Seul, n. 1998)
- Lee Yu-bi, attrice sudcoreana (Seul, n. 1990)
- Lee Yul-eum, attrice sudcoreana (Seul, n. 1996)